# هجيمة أم الدرداء
هجيمة بنت حيي الوصابية;أم الدرداء الصغرى، تابِعية جَليلة وفَقِيهة ومُحدثة من رواة الحديث وهي زوجة الصحابي الجَّليل أبو الدرداء الأنصاري الثانية ولم ترى الرسول صلى الله عليه وسلم.
روت علما جمًا عن زوجها أبي الدرداء ، وعن سلمان الفارسي، وكعب بن عاصم الأشعري ، وعائشة بنت أبي بكر، وأبي هريرة ، وطائفة، وحفظت القرآن وهي صغيرة على يد أبي الدرداء . وطال عُمرها ، واشتهرت بالعلم والعمل والزهد وكانت ذات حسن وجمال خطبها معاوية بن أبي سفيان بَعَد موت أبي الدرداء وأبت ورفضته، وكانت تُجالِس الصحابة وخلفاء بني أمية.

## صحبتها
قد اختُلِف في اسمها وصحبتها، يقول ابن حجر العسقلاني في ذلك:
كلام أبو نعيم وأبي موسى يدل على أن هجيمة وخيرة زوجة أبو الدرداء الأولى واحدة، وقد اختلف في إسمها وفي صحبتها، وأبو موسى إنما تبع أبا نُعَيم وقَلَّده، وهُما اثنتان: خيرة أم الدرداء الكبرى ولها صحبة، وهجيمة أم الدرداء الصغرى، ولا صحبة لها، وقد ورد خبرهما مُفصلاً في خيرة.
وقال علي بن المديني:
كان لأبي الدرداء إمرأتان، كِلاهُما يُقال لها: أم الدرداء، إحداهما رأت النبي صَلَّى الله عليه وسلم، وهي خَيْرَة بنت أبي حَدْرَد، والثانية تزوجها بعد وفاة النبي صَلَّى الله عليه وسلم، وهي التي نروي عنها وهي هجيمة الوصابية.
وقال الإمام أبو مسهر:
هما واحدة، وهو وهم من علي بن المديني.
وقال الأمير أبو نصر:
خَيْرَة بنت أبي حدرد أم الدرداء الكبرى، زوجة أبي الدرداء، لها صحبة، يُقال: ماتت قبل أبي الدرداء، وأم الدرداء الصغرى هجيمة بنت حيي الوصابية، هي التي خطبها معاوية بن أبي سفيان، فأبت أن تتزوجه، فظهر بِهذا أنهما اثنتان.

## ما جاء عنها
حدث عنها جبير بن نفير ، وأبو قلابة الجرمي ، وسالم بن أبي الجعد ، ورجاء بن حيوة ، ويونس بن ميسرة ، ومكحول ، وعطاء الكَيْخاراني ، وإسماعيل بن عبيد الله بن أبي المهاجر ، وزيد بن أسلم ، وأبو حازم الأعرج ، وإبراهيم بن أبي عبلة ، وعثمان بن حيان المري.
قال إسماعيل بن عبيد الله بن أبي المهاجر:
كان عبد الملك بن مروان جالِساً في صخرة بيت المقدس بِالمسجد الأقصى، وأم الدرداء معه جالسة ، حتى إذا نودي لِصلاة المغرب قام وقامت تتوكأ على عبد الملك حَتَى يَدخل بها المسجد ، فتجلس مع النساء ، ويَمضي عبد الملك إلى المقام يصلي بالناس.
وعن يحيى بن يحيى الغساني، قال:
كان عبد الملك بن مروان كثيراً ما يجلسُ إلى أم الدرداء في مؤخر الجامع الأموي بدمشق.
وقال ابن جابر وعثمان بن أبي العاتكة:
كانت أم الدرداء الصُغرى يتيمة في حِجر أبي الدرداء، تَختلف معهُ في بُرْنُس، تصلي في صفوف الرجال، وتجلس في حِلَق القراء تُعَلِم القُرآن، حتى قال لها أبو الدرداء يوماً: إلحقي بصفوف النساء.
وعن عبد الله بن صالح، حَدثنا معاوية بن صالح عن أبي الزاهرية، عن جبير بن نفير، عن أم الدرداء، أنها قالت لأبي الدرداء عند الموت:
إنك خطبتني إلى أهلي في الدنيا فأنكحوك، وأنا أخطبك إلى نفسك في الآخرة.
قال:
فلا تنكحين بعدي أبداً.
فخطبها مُعاوية فَأخبرتهُ بالذي كان، فقال معاوية بن أبي سفيان:
عليكِ بالصيامَ.
وروى ميمون بن مهران عنها، قالت:
قال لي أبو الدرداء:
لا تسألي أحداً شيئاً.
فقلت:
وإن احتجتُ ؟
قال:
تتبعي الحصادين، فأنظري ما يسقط مِنهُم فُخذيه فإخبطيه ثم اطحنيه وكليه.
وعن عَبِد ربه بن سليمان، قال: حجَّت أم الدرداء في سنة 81 هـ.